# سالم إبراهام
سالم أندرو أبراهام (بالإنجليزية: Salem Abraham)‏ هو مستثمر أمريكي، ومدير محفظة وقائية، وفاعل خير. وهو رئيس ومؤسس شركة ابراهام التجارية «Abraham Trading Company» ، وهي شركة استثمار عقود آجلة مقرها كنديان بولاية تكساس.

## حياته
تخرج سالم من جامعة نوتردام في ديسمبر 1987 بدرجة البكالوريوس في التمويل. بدأ حياته المهنية في الاستثمار كمتداول في العقود الآجلة، أدار سالم الاستثمارات في الأسهم والسندات والخيارات والمشتقات والأسهم الخاصة. وشغل مقاعد عضوية كاملة في كل من بورصة شيكاغو التجارية ومجلس شيكاغو للتجارة. أصبح سالم وفريق أبراهام للتجارة أول شركة في العالم ترسل الطلبات التي يتم إنشاؤها بواسطة الكمبيوتر إلكترونيًا إلى بورصة شيكاغو التجارية.
كان جد أبراهام، نعيم أبراهام (1885–1965)، وعمه الأكبر، توم أبراهام (1910-2007)، تجارًا وبناة مجتمع كنديان. هاجر نعيم إلى الولايات المتحدة من لبنان ووصل إلى كنديان في عام 1913. وعند وصوله ، أطلق «المتجر العادل» (The Fair Store)، وهو متجر متعدد الأقسام معروف على المستوى الإقليمي ببضائعه الجافة عالية الجودة، وخاصة الملابس. بعد تقاعد ناهيم في عام 1955، أصبح توم أبراهام وزوجته هيلين فيرجسون أبراهام مالكي المتجر.

## شركة إبراهام التجارية
أُطلقت شركة إبراهام التجارية في يناير 1988. يقع مقرها في كنديان، وقد وصفها بارون في عام 2012 بأنها «قطعة بعيدة عن أي مكان تقريبًا يمكن اعتباره مركزًا ماليًا، وهو مكان غير محتمل لمحفظة وقائية مُدار للعقود الآجلة يُحقق عوائد إيجابية لمدة أربعة وعشرين عامًا». يعرّف سالم أبراهام هدفه الأساسي بأنه توفير «زيادة رأس المال للمستثمرين على المدى الطويل مع ارتباط منخفض للغاية بالاستثمارات التقليدية».